# Limaville
Le village de Limaville est situé dans le comté de Stark, dans l’État de l’Ohio, aux États-Unis. Sa population s’élevait à 151 habitants lors du recensement de 2010, estimée à 144 habitants en 2018.

## Démographie
| Groupe            | Limaville | Ohio | États-Unis |
| ----------------- | --------- | ---- | ---------- |
| Blancs            | 61,5      | 82,7 | 72,4       |
| Afro-Américains   | 2,0       | 12,2 | 12,6       |
| Autres            | 2,9       | 4,1  | 15,0       |
| Total             | 100       | 100  | 100        |
|                   |           |      |            |
| Latino-Américains | 0,7       | 3,1  | 16,7       |

Selon l’American Community Survey pour la période 2011-2015, 129 personnes âgées de plus de 5 ans déclarent parler l'anglais à la maison, six l'espagnol et deux le français.

## Source
- (en) Cet article est partiellement ou en totalité issu de l’article de Wikipédia en anglais intitulé « Limaville, Ohio » (voir la liste des auteurs).

1. ↑  (en) « Population and Housing Unit Estimates », sur census.gov (consulté le 6 juillet 2019)
2. ↑  (en) « Census of Population and Housing », sur census.gov (consulté le 4 juin 2015)
3. ↑  (en) « Limaville, OH Population - Census 2010 and 2000 », sur censusviewer.com (consulté le 23 mars 2016).
4. ↑  (en) « Population of Ohio - Census 2010 and 2000 », sur censusviewer.com (consulté le 23 mars 2016).
5. ↑  (en) « Language spoken at home by ability to speak english for the population 5 years and over. Universe: Population 5 years and over », sur data.census.gov.